# Area 8 di Brodmann

Superficie laterale del cervello con le aree di Brodmann numerate. (La 8 è in alto a sinistra)

L'area 8 di Brodmann è una delle aree di Brodmann citologicamente definite del cervello. È coinvolta nella pianificazione dei movimenti complessi.

## Essere umano
L'area 8 di Brodmann è una parte della corteccia frontale del cervello umano. È situata anteriormente all'area premotoria (area 6) sulla parete laterale e in parte mediale del lobo frontale, esso include i campi visivi frontali (così chiamati perché si ritiene che svolgano un ruolo importante nel controllo dei movimenti oculari). Danni a livello di quest'area, ad esempio dovuti a ictus, traumi o infezioni, causano la deviazione tonica dello sguardo dal lato della lesione. Questo fenomeno si verifica durante le prime ore di un evento acuto, come un infarto cerebrovascolare (ictus) o un'emorragia.

## Scimmia
Il termine area di Brodmann 8 si riferisce ad una porzione definita citoarchitetturalmente del lobo frontale del guenon. Situato rostralmente al solco arcuato, non è stato considerato da Brodmann topograficamente omologo all'area frontale intermedia 8 dell'uomo.
Caratteristiche distintive: rispetto all'area 6 di Brodmann, l'area 8 ha uno strato granulare interno diffuso e chiaramente presente (IV); il sottolivello 3b dello strato piramidale esterno (III) ha cellule piramidali di medie dimensioni densamente distribuite; lo strato piramidale interno (V) ha grandi cellule gangliari densamente distribuite alternate con alcune cellule dei granuli; lo strato granulare esterno (II) è più denso e più ampio; gli strati di cellule sono più distinti; l'abbondanza di cellule è maggiore.

## Funzioni
L'area è coinvolta nella gestione dell'incertezza. Uno studio effettuato con la risonanza magnetica funzionale ha dimostrato che l'attivazione dell'area 8 di Brodmann si verifica quando i soggetti del test sperimentano l'incertezza, e che con il crescere dell'incertezza vi è un aumento di attivazione.
Un'interpretazione alternativa è che l'attivazione nella corteccia frontale codifica la speranza e l'aspettativa correlata positivamente con l'incertezza.

## Galleria d'immagini

Animazione.
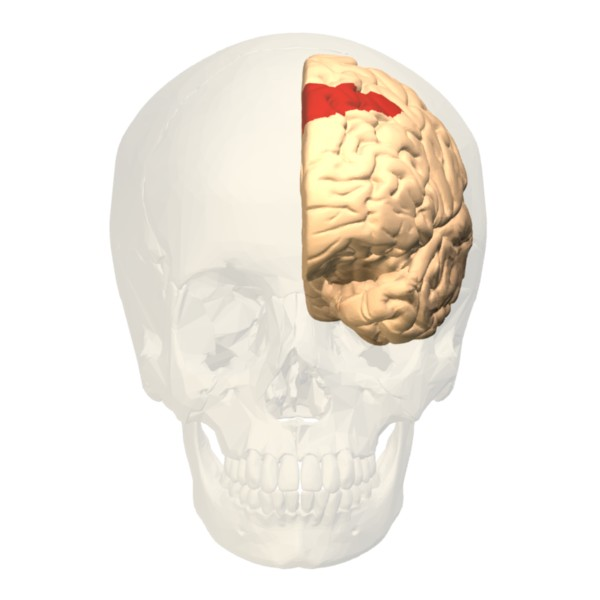
Visione frontale.
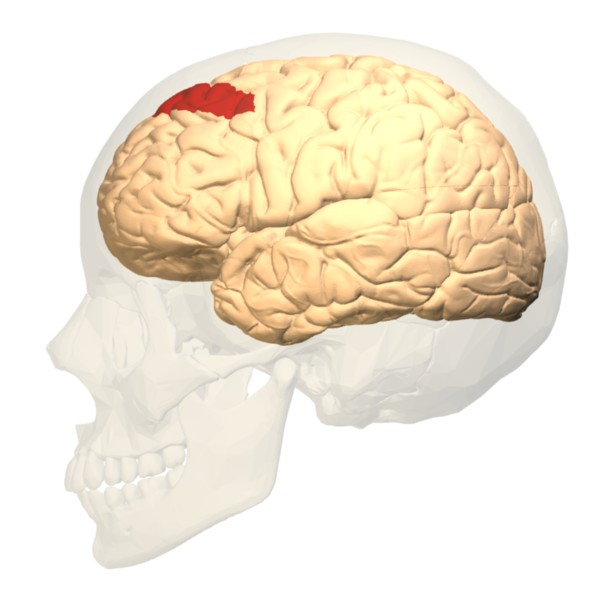
Visione laterale.
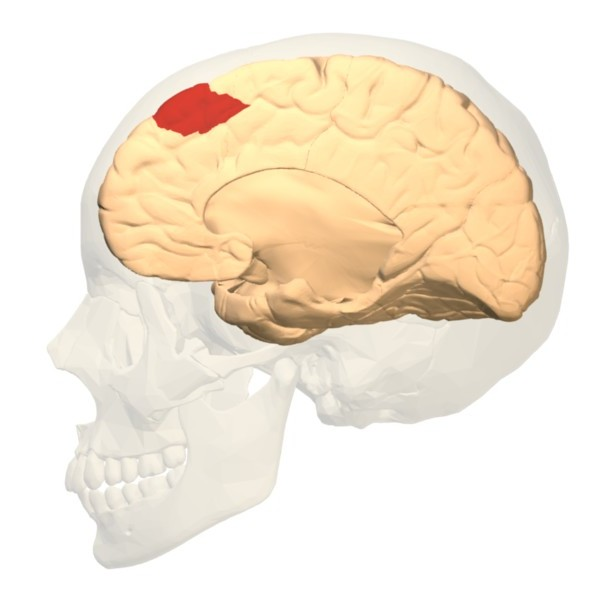
Visione mediale.